# Radwa Ashour
Radwa Ashour, född 26 maj 1946 i El-Manial i Kairo, död 30 november 2014 i Kairo, var en egyptisk författare och professor i engelska vid Ain Shams University i Kairo. Hon författade fyra böcker i litteraturkritik, och var en av redaktörerna bakom Encyclopedia of Arab Women Writers, 1873-1999.
Ashour var gift med den palestinske poeten och författaren Mourid Barghouti. Hon översatte flera av hans verk till engelska. De fick sonen Tammim al-Barghouti 1977.

## Som redaktör
- Encyclopaedia of Arab Women Writers, 1873-1999. American University in Cairo Press. 2008. ISBN 978-977-416-146-9. http://books.google.com/books?id=MB6gphBXU0kC&pg=PA1&lpg=PA1&dq=radwa+ashour&source=bl&ots=SDPN0f3LkZ&sig=tELwrVARoEB1UFDlsbcnUbmToLw&hl=en&ei=sqTBTaK5JNOTtwfh2uzCBQ&sa=X&oi=book_result&ct=result&resnum=9&ved=0CFcQ6AEwCDgK#v=onepage&q&f=false